# خواجه قلندر
خواجه قلندر یک منطقهٔ مسکونی در افغانستان است که در ولایت بادغیس واقع شده‌است.